# Johan De Moor
Pour les articles homonymes, voir Moor.
Johan De Moor, né le 17 octobre 1953 à Wilrijk (province d'Anvers), est un dessinateur de bande dessinée humoristique, dessinateur de presse et homme de radio belge.

## Biographie

### Jeunesse
Johan de Moor naît le 17 octobre 1953 à Wilrijk, il est le fils du dessinateur Bob de Moor, et le filleul de Willy Vandersteen. Son frère Dirk deviendra un chef de chœur réputé et sa sœur Annemie travaillera pour les Studios Hergé et Casterman quant à Chris et Stefaan, ils deviendront artistes lyriques. Il a pour ami d'enfance Stephen Desberg, un condisciple avec lequel il partage le goût de la musique classique et va à la chorale du collège — grâce à laquelle ses frères se tournent très vite vers la musique — et en concerts,. Il fait ses études primaires et secondaires au Collège Saint-Pierre d'Uccle et étudie ensuite le dessin à l'Institut St-Luc dans la section néerlandophone de Schaerbeek et à La Cambre à Bruxelles (Belgique) où il étudie l'histoire de l'art et la gravure. Il étudie la lithographie, la gravure sur bois et l’eau-forte au 75 à Woluwe-Saint-Lambert. Il effectue un stage en Italie et au Portugal, où il peint plusieurs fresques peu après la révolution des œillets.

### Auteur chez Casterman

#### Quick et Flupke
En 1981, il rentre aux Studios Hergé pour travailler sur Tintin et l'Alph-Art (qui restera inachevé) et après la mort d'Hergé en 1983, Johan De Moor s'implique dans l'adaptation de la série gag d'Hergé Quick et Flupke (1984-1986) en une série de courts métrages d'animation — généralement d'une durée d'une minute — réalisés par l'Atelier Graphoui et coproduits par la RTBF, Casterman et le ministère de la Communauté française de Belgique. De Moor œuvre comme scénariste et directeur artistique pour les 260 dessins animés. Avec son collaborateur Pjotr, il anime dans un style lâche, fluide et plus cartoon que celui d'Hergé. L'introduction et la musique finale accrocheuses sont composées par Pierre Zurstrassen. Quick et Flupke est diffusé sur la chaîne RTBF, la chaîne publique flamande BRT 1 (aujourd'hui la VRT, mais aujourd'hui diffusée sur leur chaîne pour la jeunesse Ketnet), la chaîne publique néerlandaise VARA et la chaîne publique française Antenne 2 (aujourd'hui France 2).
Cependant, tous les épisodes télévisés ne sont pas directement basés sur les gags Quick et Flupke. Certains ont été spécialement créés par De Moor et Pjotr pour la série télévisée. Les dessins animés Quick et Flupke suscitent un nouvel intérêt pour la série originale de bande dessinée, ce qui conduit à la réédition de tous les albums. De Moor reçoit l'autorisation d'adapter certains des épisodes télévisés en gags de bande dessinée. D'autres sont créés exclusivement pour les bandes dessinées elles-mêmes et écrits par Roger Ferrari. De Moor imite le style de dessin d'Hergé si naturellement que même les fans ne savent distinguer le graphisme original du grand maître avec celui de De Moor. Suit l'édition de deux volumes de bande dessinée dans lesquels il adapte avec les Studios Hergé certaines planches d'Hergé lui-même en y ajoutant certains gags de sa création : Haute tension (1985) et Jeux interdits (1985).
Johan De Moor emporte des distinctions nationales et internationales avec ses caricatures politiques dont le 2e prix au Salon international de l'humour à Montréal en 1982, le premier prix de la presse à Torhout et le meilleur cartoon à Hoeilaart en 1983.

#### Gaspard de la nuit
Johan De Moor, cependant, ne veut pas travailler servilement dans l'ombre d'Hergé, comme le faisait son père. En 1987, avec le scénariste Desberg, il lance la série Gaspard de la nuit, une série d'aventures pleine de créatures fantastiques, de mystères et d'univers parallèles, enracinée dans les contes et légendes fantastiques traditionnels flamands, dans un style ligne claire dont le premier album lui permet d'emporter le prix Avenir décerné par la Chambre belge des experts en bande dessinée, ainsi qu'en 1989 le prix Adhémar de bronze pour la série qui se poursuit en quatre tomes chez Casterman jusqu'en 1991.

#### La Vache
Puis, en 1992 — toujours avec Desberg au scénario — La Vache, à l'origine prépubliée dans le mensuel (À suivre), série dans laquelle il rompt avec le classicisme pour mêler différents styles graphiques sur la même planche, et qui évolue graphiquement vers un style à la fois réaliste et caricatural semblable à nul autre.
Dès le second tome À mort l'homme, vive l'ozone ! publié en 1994 en album chez Casterman, il est couronné au Grand Prix de la ville de Sierre et reçoit en 1995 l'Alph'Art de l'Humour au Festival international de la bande dessinée d'Angoulême. Fidèles à leur veine anthropomorphique, Desberg et de Moor continuent les aventures de leurs fidèles animaux et sortent en 1995 deux albums : Peaux de vache et Même les oiseaux puent, suivis en avril 1996 du Silence des animaux, en 1997 des Tigres de papier, en mars 1998 de l'album Le Mauvais Goût de la vengeance pour se terminer au huitième volume La Momie scandaleuse en octobre 1999 chez Casterman. Il voyage aussi beaucoup en avril 1998, il est à Beyrouth rentrant juste du Rwanda après avoir visité le Zaïre l'année précédente.

### Auteur au Lombard
Johan De Moor et Stephen Desberg poursuivent cette série à partir de 2001 sous le nom de Lait entier dans la collection « Troisième degré » au Lombard (2 albums, 2001-2002). En juin 2002, il est couronné d'un triple prix : le prix de la Communauté Flamande de Bruxelles, le prix des Artistes flamands de BD, le diplôme de la plume d'or, remis par l'asbl 9e Art. En mai 2004, il emporte le prix Press Cartoon. À partir de 2004, et toujours avec le même scénariste mais pour Henri Reculé, il réalise l'encrage et les couleurs des deux premiers tomes de la série Le Dernier Livre de la jungle dans la collection « polyptyque » au Lombard (2004-2007).
Johan De Moor collabore au journal Spirou, où il illustre la chronique de Martin Winckler en 2004, à l'hebdomadaire Pan et au journal Le Soir où ses dessins d'humour se substituent parfois à ceux de son ami Kroll. On trouve brièvement sa signature dans trois numéros de Fluide glacial en 2006.
En 2006, également il dessine la couverture du journal Les Allumés du Jazz et continuera de participer à tous les numéros. En 2008, il reçoit le prix Press Cartoon Belgium pour la seconde fois. 
Grand moment d'Angoulême 36 : le vendredi soir 31 janvier 2009, au théâtre, trois Flamands de choc donnent un spectacle où une histoire dessinée en direct par Nix et Johan de Moor accompagne un concert de rock donné par Arno l'Ostendais,. En décembre 2009, il devient chroniqueur de l'émission le Jeu des dictionnaires aux côtés de Pierre Kroll, Thomas Gunzig, Fred Jannin, Gilles Dal, Juan d'Oultremont, Bruno Coppens, Éric De Staercke. En février 2011, il participe aux émissions La Semaine infernale et le Jeu des dictionnaires sur la RTBF et fait ainsi connaissance de l'humoriste Gilles Dal. Le 22 mars 2013, il fait partie des 48 auteurs du Chat qui griffent le numéro surprise de journal Le Soir en cachette de Philippe Geluck mais avec la complicité de son studio.
Il revient à la bande dessinée délaissée depuis pas mal de temps en s'associant à Gilles Dal pour Cœur glacé,, prépublié dans les numéros 40 et 41 de L'Immanquable et en album au Lombard en 2014. Au début 2015, l'attentat contre Charlie Hebdo l'effondre et rend hommage aux dessinateurs disparus. Avec le même humoriste, il dessine La Vie à deux, chez le même éditeur en 2016. Entretemps, il donne un épilogue à La Vache qu'il publie dans L'Immanquable no 52 de mai 2015 et qui est repris dans l'intégrale tome 3 publiée au Lombard à la fin de ce mois. En septembre 2016, il signe l'affiche de la 7e édition de la Fête de la BD à Bruxelles qui célèbre les 70 ans des éditions Le Lombard. En mars 2019, il remporte le prix Press Cartoon pour deux dessins ex-aequo parus dans Le Soir en 2018,, c'est la troisième fois que ce prix lui est attribué. Il signe la couverture de l'album discographique Vol pour Sidney (retour) qui parait en 2020. En mai 2020, lors de la crise du Covid, il se mobilise pour rendre hommage au personnel soignant et à tous ceux qui prennent soin de nous.
De Moor est co-commissaire d'exposition pour United Comics of Belgium, exposition collective de 27 autrices et auteurs de bande dessinée belge représentatifs de la création belge en 2020 au Centre belge de la bande dessinée du 2 avril au 12 septembre 2021,,.
Puis, il retrouve son comparse Stephen Desberg pour Les Sauvages Animaux, chez Casterman en mars 2022 et le même mois chez le même éditeur, il publie un recueil de dessins philosophiques et humoristiques,. D'avril à juin 2022, il publie des dessins de presse dans Satiricon et De Morgen.
En septembre 2023, il participe au Tintin numéro spécial 77 ans. Il remporte une nouvelle fois le Grand Prix du meilleur dessin de presse (Press Cartoon Belgium) en 2024. 

### Autres activités
Parallèlement, Johan De Moor enseigne la bande dessinée à l'Institut Saint-Luc section néerlandophone (Sint-Lukas, Bruxelles) et chroniqueur dans l'émission Un samedi d’enfer diffusé le samedi entre 9 et 10 heures sur La Première de la RTBF de 2016 à 2018.
Il est également membre du collectif et du site web The Cartoonist, réunissant des dessinateurs belges de presse, créé par Marec, où leurs travaux sont mis à la disposition du public,.
En termes d'influences, De Moor s’inspire de Willy Vandersteen. En peinture, il admire plus que tout Jérôme Bosch et de Brueghel. Il cite volontiers aussi Banksy qu'il considère de sa famille. En musique contemporaine, il a une inclinaison particulière pour les compositeurs comme Bartók, Berg et Stravinsky qu'il adore.

### Vie privée
Johan De Moor demeure à Forest. Il a un fils Thomas qui après avoir réalisé des documentaires pour la télévision se lance dans la fiction et travaille comme graphiste. Ses deux autres fils se prénomment Wim et Archie. 

## Œuvre
Une bibliographie détaillée est disponible sur le site bela.be.

### Albums de bande dessinée
- Cori le moussaillon[66] t. 6 : Dali Capitan (dessin d'après Bob de Moor), avec Bob de Moor (scénario), Casterman, 1993,Réalisation des six dernières planches (de la no 41 à la 46), avec l'aide de Stephen Desberg pour le scénario.
- Je sais tout, Point Image, coll. « Monde cruel », 1995.
- Il était une fois… adaptation de Blanche-Neige, 1995.

### Artbooks
- Bruxelles - 20 ans / 20 auteurs[81], Pierre Dejemeppe, Bruxelles, septembre 1999
Scénario : Thierry Bellefroid - Dessin : collectif - Couleurs : quadrichromieÉdité à l'occasion des 20 ans de la Région Bruxelles-Capitale avec François Avril, Philippe Berthet, Émile Bravo, Renaud Collin, Nicolas de Crécy, Johan De Moor, André Geerts, Dominique Goblet, Sacha Goerg, Jean-Claude Götting, André Juillard, Régis Lejonc, Jacques de Loustal, Cédric Manche, Vincent Mathy, David Merveille, Ever Meulen, François Schuiten, Thierry Van Hasselt et Bernar Yslaire. Format à l'italienne.

### Illustrations
- Le 12 septembre[82], Le Lombard, coll. « Petits Délires », Bruxelles, juin 2005
Scénario : Jean-Pierre Verheggen - Dessin : Johan De Moor - Couleurs : quadrichromie -  (ISBN 2-8036-2098-7)
- François-Xavier Nève (préf. Dirk Frimout, ill. Henri Defresne ; François Walthéry ; Johan De Moor), 175 ans au service de tous : histoire des services publics en Belgique, Liège, Éditions de l'Université de Liège, 2005, 95 p., ill. ; 23 cm ; PDF (ISBN 2-87456-009-X, lire en ligne).
- L'Ours et le chasseur, L'Estuaire, coll. « Carnets littéraires », septembre 2005
Scénario : Doeschka Meijsing - Dessin : Johan De Moor - Couleurs : quadrichromie -  (ISBN 2-87443-012-9)Illustration d'un conte, p. 90.
- 3. Monsieur Mouche, Zampano, mai 2006
Scénario : Jean-Luc Coudray - Dessin : collectif dont Johan De Moor - Couleurs : quadrichromie -  (ISBN 2915757038)Tirage limité à 1000 exemplaires. Avec des illustrations de Jano, Jean-Michel Nicollet, Florence Cestac, Juliette Meunier, Ted Benoit, Johan De Moor, Philippe Coudray, Édika, Zou, Willem et Pic.
- Dessins d'humeur, Casterman, Bruxelles, 9 mars 2022
Scénario : Johan De Moor, Gilles Dal - Dessin : Johan De Moor - Couleurs : quadrichromie -  (ISBN 978-2-203-21585-6)Une compilation de dessins de presse. Un recueil de dessins humoristico-philosophiques, p. 253.

### Fresque

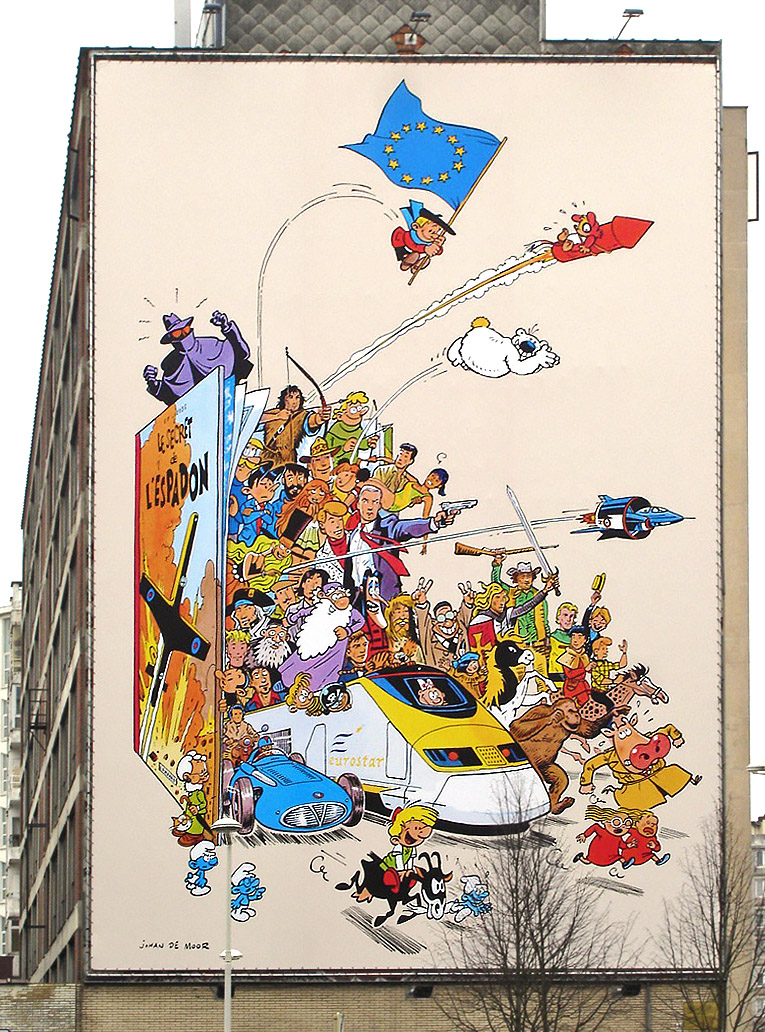
Toile peinte autrefois appliquée sur une face aveugle de l'immeuble des Éditions du Lombard à Bruxelles. Due à Johan De Moor et aujourd'hui réinstallée quelques rues plus loin, elle représente la plupart des héros de la bande dessinée franco-belge.

Le 12 décembre 2008, Johan De Moor inaugure une fresque géante de sa création représentant la plupart des héros de la bande dessinée belge. Cette fresque sur bâche de 260 m2 située place Victor Horta à Saint-Gilles (Bruxelles), face à la gare du Midi, est destinée à cacher momentanément une partie à rénover de l'immeuble des éditions du Lombard créées par Raymond Leblanc.

### Para-BD
À l'occasion, Johan De Moor réalise des affiches,, portfolios, ex-libris, cartes ou cartons, dépliants, dossiers de presse, pochettes de disque, étiquettes de vin et commet quelques travaux publicitaires.

### Expositions
- L’Œil atomic de Johan De Moor, Galerie Petits Papiers Sablon, Bruxelles du 9 mai au 2 juin 2013[88]
- La Vie à Deux, Galerie Huberty et Breyne, Bruxelles du 13 octobre au 27 novembre 2016[89],[90]
- Les Sauvages Animaux, Galerie Huberty et Breyne, Bruxelles du 10 mars au 2 avril 2022[42].

#### Expositions collectives
- Regards croisés de la bande dessinée belge, Musées royaux des Beaux-Arts de Belgique, Bruxelles, du 27 mars au 30 juin 2009[91],[92] ;
- Belgium Art Cetera : Une histoire de l'art en dessins de presse, Musée BELvue, Bruxelles du 6 décembre 2017 au 21 janvier 2018[93].
- Dessiner en paix : Dessins de presse et caricatures en Belgique depuis 1830., abbaye de Stavelot, Stavelot du 11 juin 2021 au 6 mars 2022[94].

### Autres œuvres

#### Discographie
- Illustration de la pochette Quick & Flupke, CBS – CBS 651304 7 Vinyle, 7", 45 RPM, 1987  (EAN 5099765130478)
- Illustration de la pochette Renaud P'Tit Voleur, Virgin, 1992  (EAN 3268440950904)
- Illustration de la pochette Solanaceae, Heiðrunar Myrkrunar, 2009  (EAN 4038846800061)
- Vol Pour Sidney (Retour), Nato, 2020  (EAN 3521383457078)

La discographie détaillée de Johan De Moor est consultable sur Discogs.

#### Jeux
- Illustration du jeu : La Belgique infernale : de 9 à 99 ans : 2000 questions pour l'an 2000, de Jacques Mercier aux Éditions Labor en 1999[96].

#### VHS
- Illustration de Il était une fois - les contes de fées illustrés par les plus grandes stars de la B.D - Vol.2 - VHS, France, 1998[97].

#### Presse

##### Le Soir
| Date              | Kroll présente Johan de Moor | Sujet                                       | Référence |
| ----------------- | ---------------------------- | ------------------------------------------- | --------- |
| 6 septembre 2022  |                              | sur Remco Evenepoel                         | Référence |
| 5 septembre 2022  |                              | sur la succession de Boris Johnson          | Référence |
| 3 septembre 2022  |                              | sur la sécheresse en Belgique               | Référence |
| 2 septembre 2022  |                              | sur les factures d’énergie                  | Référence |
| 31 août 2022      |                              | sur Legoland à Gosselies                    | Référence |
| 30 août 2022      |                              | sur le surprofit                            | Référence |
| 31 juillet 2021   |                              | sur le tourisme à Bruxelles                 | Référence |
| 30 juillet 2021   |                              | sur la recrudescence de la pandémie         | Référence |
| 29 juillet 2021   |                              | sur la pression psychologique aux JO        | Référence |
| 28 juillet 2021   |                              | sur le Pass Covid                           | Référence |
| 6 octobre 2020    |                              | la fermeture des bars                       | Référence |
| 5 octobre 2020    |                              | sur le traitement anti-Covid de Trump       | Référence |
| 3 octobre 2020    |                              | sur Trump atteint du Covid-19               | Référence |
| 2 octobre 2020    |                              | sur le nouveau gouvernement                 | Référence |
| 29 septembre 2020 |                              | sur les chiffres du coronavirus             | Référence |
| 5 août 2020       |                              | sur les voyages et mesures anti-Covid       | Référence |
| 31 juillet 2020   |                              | le port du masque obligatoire               | Référence |
| 30 juillet 2020   |                              | le port du masque vivement conseillé        | Référence |
| 29 juillet 2020   |                              | le couvre-feu à Anvers                      | Référence |
| 28 juillet 2020   |                              | les nouvelles mesures pour la bulle sociale | Référence |
| 17 août 2017      |                              | l’équilibre alimentaire                     | Référence |
| 16 août 2017      |                              | la rentrée politique, c’est bientôt!        | Référence |
| 14 août 2017      |                              | l’optimisation fiscale                      | Référence |
| 11 août 2017      |                              | Trump et Kim Jong-un                        | Référence |
| 10 août 2017      |                              | le scandale du Fipronil                     | Référence |
| 9 août 2017       |                              | le port du masque vivement conseillé        | Référence |
| 7 août 2017       |                              | sur le phénomène Usain Bolt                 | Référence |

##### Divers
- Illustration dans Les Allumés du Jazz, no 38, Le Mans, 2e trimestre 2019[98].

## Réception

### Prix et distinctions
- 1983 : 
  - Premier prix de la presse à Torhout[1] ;
  - Prix du meilleur cartoon à Hoeilaart[1] ;
- 1988 :  Prix Avenir décerné par la Chambre belge des experts en bande dessinée pour Gaspard de la nuit t. 1[9] ;
- 1989 :  Adhémar de bronze[8] ;
- 1994 :  Grand prix du festival BDSierre[8] ;
- 1995 :  Alph-Art humour au festival international de la bande dessinée d'Angoulême pour La Vache t. 2 (avec Stephen Desberg)[8] ;
- 2002 : 
  - prix de la Communauté Flamande de Bruxelles[11] ;
  - prix des Artistes flamands de BD[11] ;
  - diplôme de la plume d'or, remis par l'asbl 9e Art[11] ;
- 2004 :  Prix Press Cartoon Belgium[14],[99] ;
- 2008 :  Prix Press Cartoon Belgium[18],[99] ;
- 2019 :  Prix Press Cartoon Belgium[33],[34],[99] ;
- 2024 :  Prix Press Cartoon Belgium[100],[99].

### Hommages
En 1992, les artistes d’Hainaut, E. Oreopoulos et G. Vandegeerde d'art mural asbl réalisent une fresque murale La Vache sur une superficie de 32 m2 au 23 rue du Damier à 1000 Bruxelles au sein de l'Hôtel Sleep Well qui fait partie du parcours BD de Bruxelles. En juin 2011, le Festival du rire de Rochefort pour lequel il réalise l'affiche de l'événement et le 19e Carrefour BD lui rend hommage et dont le programme contient un livret de 14 pages avec des textes et dessins inédits de Peyo, François Walthéry, Dany, Bob de Moor.
En 2019, Quaregnon rend hommage au fantasque Johan de Moor et le met à l'honneur en lui consacrant une exposition.

### Postérité
Selon Didier Pasamonik : « Johan De Moor est vraiment un flamand, c'est-à-dire qu'il est drôle, il a des histoires à raconter et il est extrêmement sympathique. ».

Johan De Moor en famille
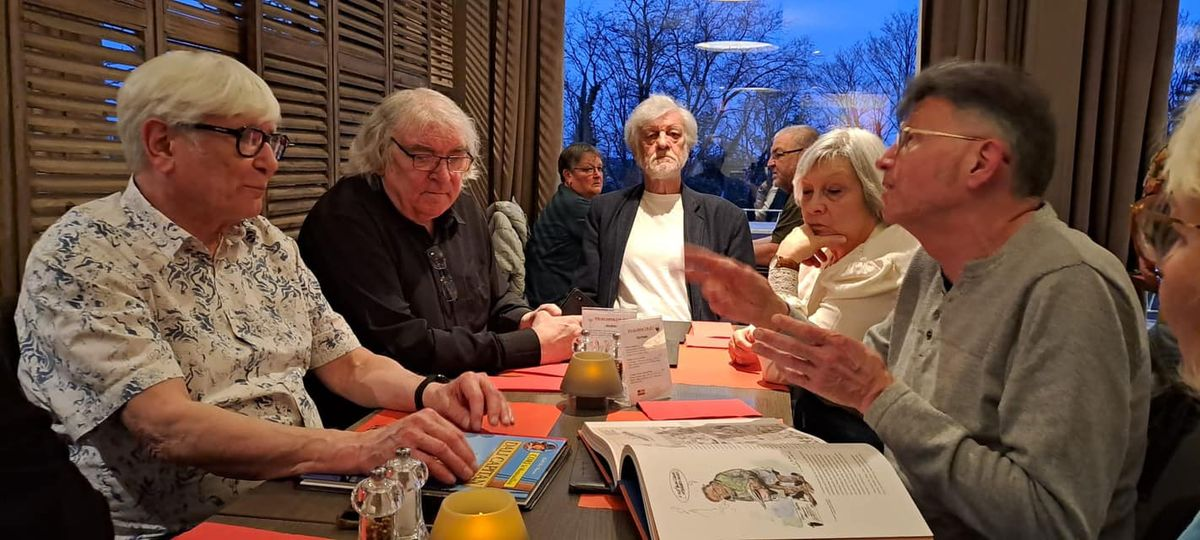
De gauche à droite : Johan De Moor, Dirk De Moor, Chris De Moor et sa compagne, et Gilles Ratier à Bruxelles en avril 2024.
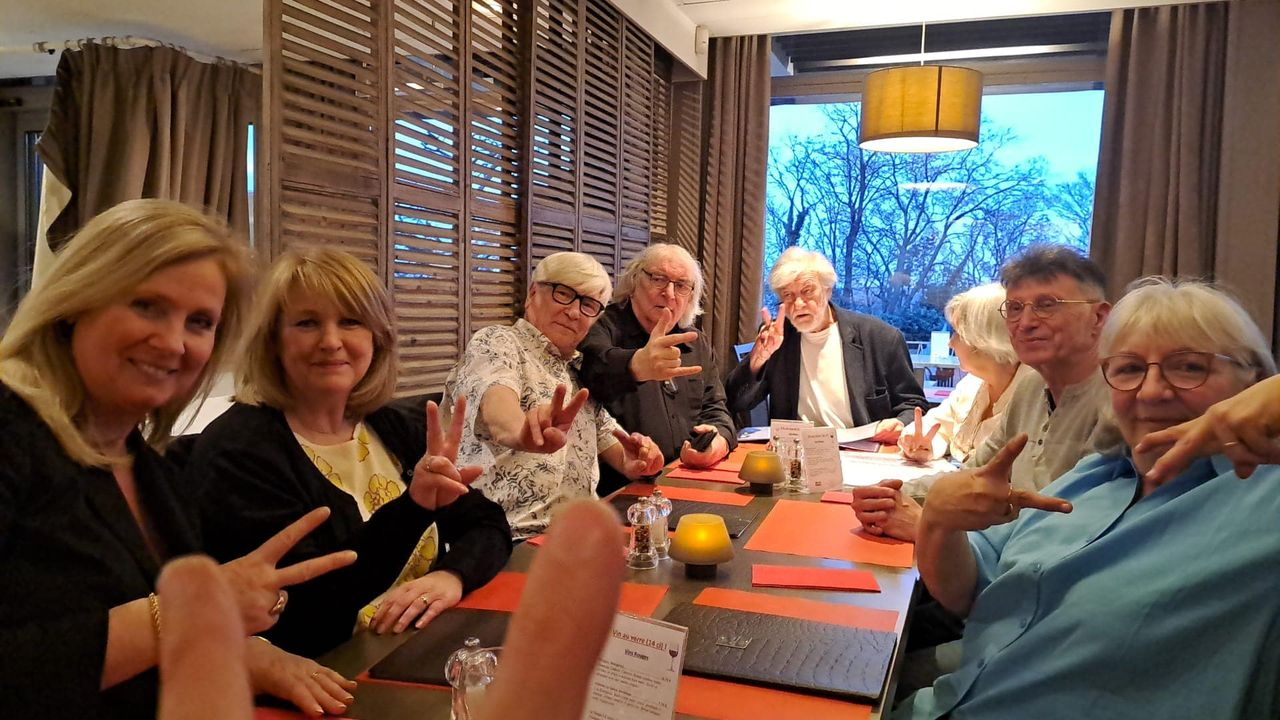
Dans le fonds : Johan De Moor, Dirk De Moor, Chris De Moor et sa compagne ; À droite : Gilles Ratier et Annemie De Moor, à Bruxelles en avril 2024.
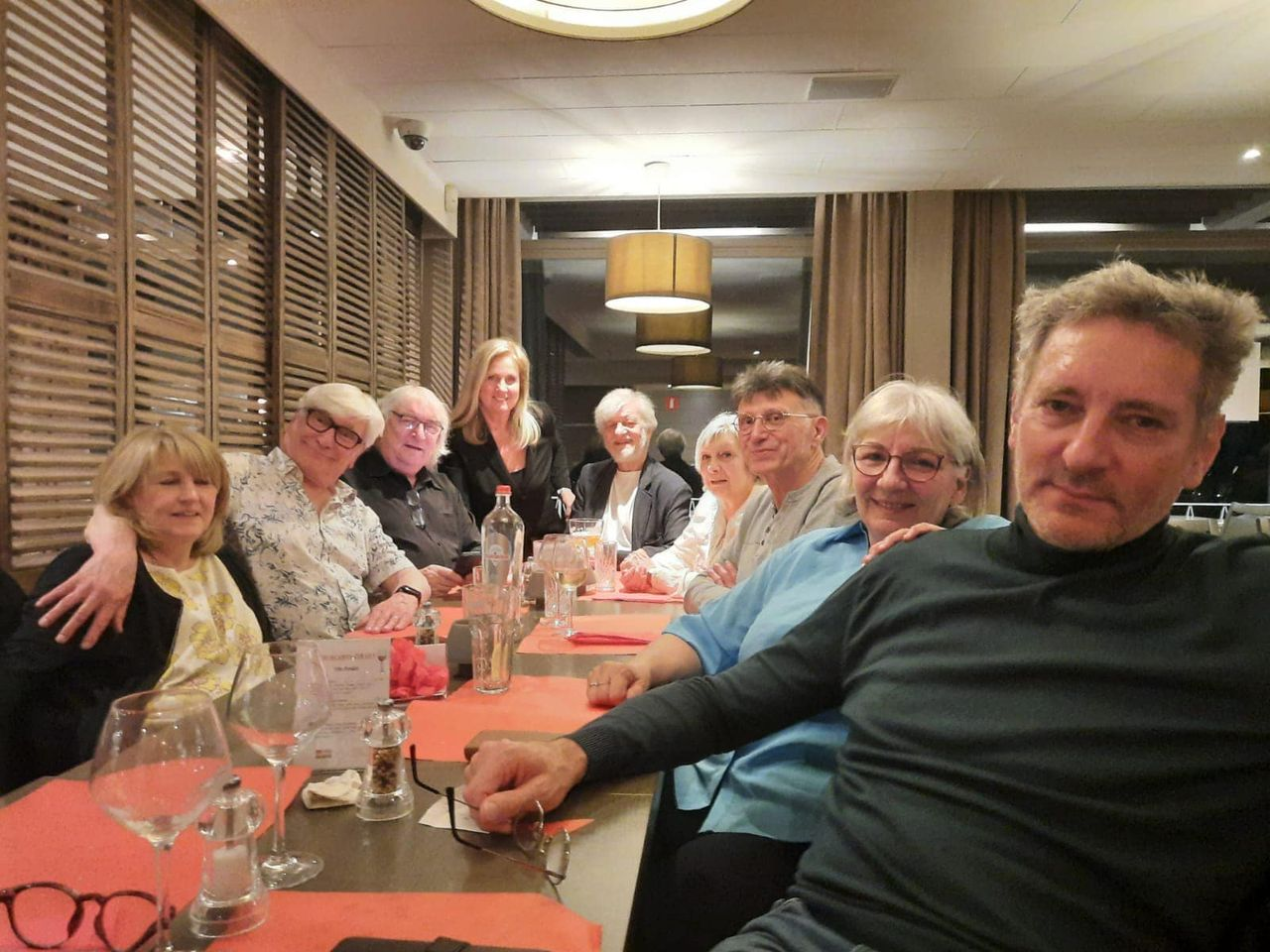
De gauche à droite : la compagne de Johan De Moor, Johan De Moor, Dirk De Moor, la compagne de Stefaan De Moor, Chris De Moor et sa compagne, Gilles Ratier, Annemie De Moor et Stefaan De Moor, à Bruxelles en avril 2024.

Johan De Moor influence fortement Jeroen Janssen.